# تغاير الزيجوت المركب
في علم الوراثة الطبية، تغاير الزيجوت المركب هو حالة وجود اثنين أو أكثر من الأليلات المتنحية غير المتجانسة في موضع معين يمكن أن يسبب مرضًا وراثيًا في حالة متغاير الزيجوت. أي أن الكائن الحي هو مركب متغاير الزيجوت عندما يحتوي على أليلين متنحيين لنفس الجين، ولكن مع اختلاف هذين الأليلين عن بعضهما البعض (على سبيل المثال، قد يتحور كلا الأليلين ولكن في موقعين مختلفين). يعكس تغاير الزيجوت المركب تنوع قاعدة الطفرة للعديد من الاضطرابات الوراثية الجسدية المتنحية. نشأت طفرات في معظم الجينات المسببة للأمراض عدة مرات. هذا يعني أن العديد من حالات المرض تنشأ لدى الأفراد الذين لديهم أليلين غير مرتبطين، وهما من الناحية الفنية متغاير الزيجوت، لكن كلا الأليلين معيبان.
غالبًا ما تكون هذه الاضطرابات معروفة في شكل كلاسيكي، مثل الحالة المتنحية متماثلة الزيجوت لطفرة معينة منتشرة على نطاق واسع في بعض السكان. في أشكاله المركبة غير المتجانسة، قد يكون للمرض اختراق أقل، لأن الطفرات المعنية غالبًا ما تكون أقل ضررًا في تركيبة من الفرد متماثل الزيجوت مع الأعراض الكلاسيكية للمرض. نتيجة لذلك، غالبًا ما تصيب متغاير الزيجوت المركب بالمرض في وقت لاحق من الحياة، مع أعراض أقل حدة. على الرغم من أن تغاير الزيجوت المركب كسبب للأمراض الوراثية قد اشتبه به قبل ذلك بكثير، إلا أن التأكيد الواسع النطاق لهذه الظاهرة لم يكن ممكنًا حتى ثمانينات القرن العشرين، عندما جعلت تقنيات تفاعل البوليمراز المتسلسل لتضخيم الحمض النووي من الفعالية من حيث التكلفة لتسلسل الجينات وتحديد الأليلات متعددة الأشكال.

## سبب
تغاير الزيجوت المركب هو أحد أسباب الاختلاف في الأمراض الوراثية. يعكس التشخيص والتسميات لمثل هذه الاضطرابات في بعض الأحيان التاريخ لأن معظم الأمراض تمت ملاحظتها وتصنيفها لأول مرة بناءً على الكيمياء الحيوية والفيزيولوجيا المرضية قبل توفر التشخيص الجيني. بعض الاضطرابات الوراثية هي في الحقيقة عائلة من الاضطرابات ذات الصلة التي تحدث في نفس المسار الأيضي، أو في المسارات ذات الصلة. أصبحت اصطلاحات تسمية المرض راسخة قبل أن يصبح التشخيص الجزيئي الدقيق ممكنًا.
على سبيل المثال، داء ترسب الأصبغة الدموية هو الاسم الذي يطلق على العديد من الأمراض الوراثية المختلفة مع نفس النتيجة، الامتصاص الزائد للحديد. تعكس جميع هذه المتغيرات فشلًا في المسار الأيضي المرتبط باستقلاب الحديد، ولكن يمكن أن تحدث الطفرات التي تسبب داء ترسب الأصبغة الدموية في مواقع جينية مختلفة. حدثت طفرات في كل موضع عدة مرات، وأصبح عدد قليل من هذه الطفرات واسع الانتشار في بعض السكان. حقيقة أن مواقع متعددة متورطة هي السبب الرئيسي للأشكال المختلفة من داء ترسب الأصبغة الدموية ونتائجه. لا يحدث هذا الاختلاف بسبب تغاير الزيجوت المركب، بل بسبب حقيقة أن العديد من عيوب الإنزيم المختلفة يمكن أن تسبب المرض. سريريًا، عُثِر على معظم حالات داء ترسب الأصبغة الدموية في متماثل الزيجوت للطفرة الأكثر شيوعًا في جين منظم الحديد الاستتبابي البشري. ولكن في كل موضع جيني مرتبط بالمرض، هناك احتمال حدوث تغاير الزيجوت المركب، وغالبًا ما يحدث بسبب وراثة أليلين غير مرتبطين، أحدهما طفرة شائعة أو كلاسيكية، في حين أن الآخر نادر أو حتى جديد.
بالنسبة لبعض الأمراض الوراثية، تعد العوامل المساعدة البيئية محددًا مهمًا للتباين والنتيجة. في حالة داء ترسب الأصبغة الدموية، يكون الاختراق غير مكتمل، حتى بالنسبة لطفرة منظم الحديد الاستتبابي البشري الكلاسيكية، ويتأثر بالجنس والنظام الغذائي والسلوكيات مثل استهلاك الكحول. غالبًا ما يُلاحَظ متغاير الزيجوت المركب فقط من خلال الأعراض دون الإكلينيكية مثل الحديد الزائد. نادرًا ما يلاحظ المرض في مثل هذه الزيجوتات المركبة ما لم تكن هناك عوامل سببية أخرى (مثل إدمان الكحول). نتيجة لذلك، قد يكون تغاير الزيجوت المركب لداء ترسب الأصبغة الدموية أكثر شيوعًا مما يوحي به التشخيص القائم على علم الأمراض.
تُسمَّى بعض الأمراض الوراثية بشكل أكثر دقة، وتمثل نقطة عطل مفردة على مسار التمثيل الغذائي. على سبيل المثال، يمكن بسهولة تعريف داء تاي ساكس، وداء GM2-غانغليوسيدوسيس، AB البديل، وداء ساندهوف معًا على أنه مرض واحد، لأن الاضطرابات الثلاثة مرتبطة بفشل نفس الإنزيم ولها نفس النتيجة. ومع ذلك، اكتُشِف الثلاثة وسُمُّوا بشكل منفصل، ويمثل كل منهم نقطة فشل جزيئية مميزة في وحدة فرعية مطلوبة لتنشيط الإنزيم. بالنسبة لجميع الاضطرابات الثلاثة، فإن تغاير الزيجوت المركب مسؤول عن الأشكال المختلفة. على سبيل المثال، كل من داء تاي ساكس وداء ساندهوف لهما شكل طفولي أكثر شيوعًا والعديد من المتغيرات المتأخرة. تحدث أشكال ما بعد الطفولة، وهي نادرة، بشكل عام بسبب وراثة أليلين غير مرتبطين، أحدهما عادةً ما يكون طفرة كلاسيكية، في حين أن الآخر نادر أو حتى جديد.

## أمثلة
- بيلة الفينيل كيتون. لأن بيلة الفينيل كيتون كانت أول اضطراب وراثي يتوفر له الفحص الجيني الشامل بعد الولادة، بدءًا من أوائل ستينات القرن العشرين، اكتُشِفت حالات غير نمطية على الفور تقريبًا. لم يكن التحليل الجزيئي للجينوم ممكنًا بعد، لكن تسلسل البروتين كشف عن حالات ناجمة عن تغاير الزيجوت المركب.[4] كما أصبحت التقنيات الجينومية الجزيئية متاحة في ثمانينات وتسعينات القرن العشرين، أصبح من الممكن لشرح مجموعة من الاضطرابات في متغاير الزيجوت تحمل نسخة واحدة من واحدة من الطفرات الكلاسيكية لبيلة الفينيل كيتون.[5]
- داء تاي ساكس. بالإضافة إلى شكله الطفولي الكلاسيكي، قد يظهر مرض تاي ساكس في أشكال بداية الأحداث أو البالغين، غالبًا نتيجة تغاير الزيجوت المركب بين أليلين، أحدهما يسبب مرض الطفولة الكلاسيكي في الزيجوت المتماثل والآخر يسمح ببعض نشاط إنزيم هيكسوسامينيداز أ المتبقي.[6]
- متلازمات فقر الدم المنجلي. تنتج مجموعة متنوعة من اضطرابات فقر الدم المنجلي عن وراثة جين الخلايا المنجلية بطريقة مركبة متغايرة الزيجوت مع جينات بيتا جلوبين الطافرة الأخرى. وتشمل هذه الاضطرابات الثلاسيميا المنجلية بيتا.[7] في حالة فقر الدم المنجلي، فإن الفرد الذي لديه أليل واحد للهيموغلوبين S وأليل واحد للهيموغلوبين C سيظل يصاب بالمرض، على الرغم من كونه متغاير الزيجوت لكلا الجينين.[8]